# Sabinar de La Galga
Sabinar de La Galga este o arie protejată (arie specială de conservare — SAC, sit de importanță comunitară — SCI) din Spania întinsă pe o suprafață de 81 ha, integral pe uscat.

## Localizare
Centrul sitului Sabinar de La Galga este situat la coordonatele 28°46′20″N 17°45′48″W / 28.7721°N 17.7632°V.

## Înființare
Situl Sabinar de La Galga a fost declarat sit de importanță comunitară în octombrie 1999 pentru a proteja 1 specie de plante. Situl a fost protejat și ca arie specială de conservare în ianuarie 2010.

## Biodiversitate
Situată în ecoregiunea , aria protejată conține 3 habitate naturale: Păduri macaroneziene de dafin (Laurus, Ocotea), Păduri de Olea și Ceratonia, Păduri endemice cu Juniperus spp..
La baza desemnării sitului se află o specie protejată de  plante: Woodwardia radicans.